# Martwa natura z czerwoną książką
Martwa natura z czerwoną książką – obraz polskiego malarza Władysława Podkowińskiego z 1890 roku, znajdujący się w Galerii sztuki polskiej 1800–1945 Muzeum Śląskiego w Katowicach.
Stosunkowo nieduży obraz olejny namalowany został przez Władysława Podkowińskiego w 1890 roku. Na stoliku leży kilka książek. Największa z nich jest otwarta. Tytułowa książka w czerwonej okładce leży zamknięta. Dzieło jest sygnowane w lewym dolnym rogu: PODKOWIŃSKI | 1890. Obraz zakupiono do Muzeum Śląskiego w Katowicach od osoby prywatnej w Jastrzębiu w 1934 roku. Muzealny nr inwentarzowy: MŚK/SzM/450.